# 바람피면 죽는다
《바람피면 죽는다》는 2020년 12월 2일부터 2021년 1월 28일까지 방영된 KBS 2TV 수목 드라마이다.
웨이브 (스트리밍 서비스) 오리지널 드라마다.

## 기획 의도
오로지 사람을 죽이는 방법에 대해서만 생각하는 범죄소설가 아내와 '바람 피면 죽는다'는 각서를 쓴 이혼전문 변호사 남편의 코믹 미스터리 스릴러

## 방송 시간
| 방송 채널 | 방송 기간                                             | 방송 시간                           | 방송 분량                                |
| --------- | ----------------------------------------------------- | ----------------------------------- | ---------------------------------------- |
| KBS 2TV   | 2020년 12월 2일 ~ 2021년 1월 28일 [1회~16회] (본방송) | 매주 수요일, 목요일 밤 9:30 ~ 10:40 | 70분 (1회당 1부 40분, 2부 30분 분할방송) |

## 제작진

### 제작
- 이상백 : KBS 2TV 수목 드라마 《신데렐라 언니》, KBS 2TV 주말 드라마 《결혼해주세요》 제작

### 제작사
- 에이스토리 : KBS 2TV 수목 드라마 《신데렐라 언니》, KBS 2TV 주말 드라마 《결혼해주세요》, KBS 2TV 월화 드라마 《우리가 만난 기적》 제작

### 책임프로듀서
- 노상훈 : KBS 드라마운영팀 CP

### 연출
- 김형석 : KBS 2TV 드라마 시티 《쑥과 마늘에 관한 진실》(연출), KBS 2TV 드라마 시티 《나에겐 외계인 친구가 있다》, KBS 2TV 드라마 시티 《핸드폰이 꺼져있어》, KBS 2TV 일요 아침 드라마 《알게 될거야》(공동 연출), KBS 2TV 주말 드라마 《슬픔이여 안녕》(공동 연출), KBS 2TV 월화 드라마 《연애결혼》(연출), KBS 2TV 납량 특집 드라마 《전설의 고향 2009 - 묘정의 구슬》(연출), KBS 2TV 드라마 스페셜 《조금 야한 우리 연애》(연출), KBS 2TV 드라마 스페셜 《돌멩이》(연출), KBS 2TV 드라마 스페셜 《영덕 우먼스 씨름단》(연출), KBS 2TV 드라마 스페셜 《큐피드 팩토리》(연출), KBS 2TV 주말 드라마 《넝쿨째 굴러온 당신》(공동연출), KBS 2TV 드라마 스페셜 《웃기는 여자》(연출), KBS 2TV 월화 드라마 《오 마이 비너스》(연출), KBS 2TV 주말 드라마 《황금빛 내 인생》(연출) 연출

### 극본
- 이성민 : 영화 《아기와 나》(공동 집필), KBS 2TV 수목 드라마 《추리의 여왕》(집필), KBS 2TV 수목 드라마 《추리의 여왕 2》(집필) 집필

## 등장 인물

### 주요 인물
- 조여정 : 강여주 역 (아역:강예서) - 서너 페이지에 한 명쯤 죽어나가는 추리소설을 쓰는 작가, 특히 바람을 피운 남자들에 대한 처절한 응징이 잔혹하기로 유명하다.
- 고준 : 한우성 역 - 성공한 이혼변호사. 여주의 남편.
- 김영대 : 차수호 역 - 여주의 집 근처 편의점에서 아르바이트를 하는 잘생긴 청년.
- 연우 : 고미래 역 - 긴 생머리에 화장 안 한 맨 얼굴에서도 빛이 나는 22살의 청순한 여대생.

### 여주집
- 송옥숙 : 염진옥 역 - 여주의 집 가사도우미.

### 진호집
- 정상훈 : 손진호 역 - 우성의 절친이자 변호사 사무실 사무장, 민희의 남편. 동호의 아버지.
- 이세나 : 윤민희 역 - 진호의 아내, 동호의 어머니.
- 김지훈 : 손동호 역 - 진호와 민희의 아들, 어리지만 가끔 어른들에게 뼈를 때리는 충고를 하기도 한다.

### 방송국
- 홍수현 : 백수정 역 - 아침 정보프로그램 <아침미담> 진행자
- 공상아 : 오현정 역 - 수정이 진행하는 아침 정보프로그램 <아침미담>의 담당PD
- 유준홍 : 김덕기 역 - 수정의 매니저.

### 서동경찰서
- 이시언 : 장승철 역 - 서동경찰서 강력계 형사.
- 김예원 : 안세진 역 - 승철의 파트너. 관내의 유일한 강력계 여형사.
- 이태형 : 홍성완 역 - 서동경찰서 강력계 팀장, 기자출신인 여주와도 잘아는 사이다.

### 디오빌 출판사
- 김수진 : 양진선 역 - 디오빌 출판사 대표, 여주의 친구.
- 송승하 : 나유리 역 - 디오빌 출판사 대리.

### 그 외 인물
- 오민석 : 마동균 역 - 국정원 과장
- 정윤하 : 마동균의 약혼녀 역
- 김도현 : 남기룡 역 - 대한민국 최고의 정치 컨설턴트
- 한수연 : 박혜경 역 - 우성의 연수원 동기이자 라이벌, 우성과는 재판에서 상대측으로 종종 만나는 변호사.
- 김정팔 : 배정식 역 - 수정이 사는 오피스텔 관리소장. 언제나 9시 정시 출근, 6시 정시 퇴근을 고수한다.
- 전수경 : 윤형숙 역 - 수경의 소속사 대표. 박재근의 아내.
- 김종현 : 민요원 역
- 원현준 : 조준태 역 : 국정원 블랙요원. 10년 전 강여주를 감시했던 국정원 요원이자 차수호의 선배.
- 이제연 : 서재하 역 - 고미래의 남편.
- 차희 : 최주경 역 - 고미래의 비서
- 김민상 : 곽정문 역 - 흥신소 사장.
- 최정우 : 강재근 역 - 차기 대통령 후보. 강여주의 아버지. 한우성의 장인.
- 배누리 : 엄지은 역 - 수호의 국정원 후배. 국정원은 직장일 뿐 자기 업무만 잘 수행하면 그만이라 생각하는 밀레니얼 세대. 여주의 소설 6권을 통째로 외울 정도로 기억력이 뛰어나다.
- 허재호 : 문정호 역 - 수호의 국정원 선배. 국정원에서 가늘고 길게 버티는 것이 그의 모토다. 수호를 도우면서도 이러다 마과장에게 찍히는 것은 아닐까 싶어 걱정스럽다.
- 신동력 : 의뢰남. (골뱅이집 남편)
- 박정언 : 의뢰남 아내. (골뱅이집 주인)

### 특별 출연
- 나영희 : 한우성의 어머니 역 - 여주의 시어머니.

## 에피소드
| 회차 | 줄거리 | 링크 |
| ---- | --- | ---- |
| 1    | 오로지 사람을 죽이는 방법에 대해서만 생각하는 범죄소설가 아내 강여주(조여정)와 '바람피면 죽는다'는 각서를 쓴 이혼전문 변호사 남편 한우성(고준)의 코믹 미스터리 스릴러 '바람피면 죽는다' |      |
| 2    | 여주(조여정)는 과거에 우성(고준)을 죽이려 했었다고 고백하고, 우성은 백수정(홍수현)이 잠수를 탄 소식을 듣게 된다. 한편 정체를 알 수 없는 편의점 아르바이트생 수호(김영대)가 여주의 집을 찾아오는데... |      |
| 3    | 백수정(홍수현) 실종 뉴스를 본 우성(고준)은 실종수사가 이뤄지기 전 자신이 찍힌 cctv 영상을 훔치러 갔다 형사들(이시언,김예원)이 어떤 남자에 대해 이야기하는 것을 듣게 된다. 여주(조여정)의 어시스트로 일하게 된 수호(김영대)는 계속해서 여주의 행동을 감시하고, 우성의 사무실에 찾아간 여주는 미래(연우)를 보게 되는데...                     |      |
| 4    | 마과장(오민석)은 여주(조여정)를 백수정(홍수현) 실종사건의 배후로 의심하는 수호(김영대)에게 흔적을 지우라고 명령하고, 여주는 장형사(이시언)와 안형사(김예원)를 찾아가 백수정이 실종된 날 받은 한류 미디어 대상 트로피를 찾아주겠다고 제안한다. 한편, 우성(고준)은 자신이 잃어버린 만년필을 가져다준 학생(연우)의 정체에 대해 궁금해하는데... |      |
| 5    | 수호(김영대)는 여주(조여정)를 보호하려는 마과장(오민석)을 의심하기 시작하고 우성(고준)은 여주에게 자신의 바람을 고백하기로 결심한다. 한편, 돈도 받지 않고 사라졌던 관리소장(김정팔)이 야산에서 발견되는데... |      |
| 6    | 백수정 사건의 참고인으로 경찰 조사를 받게 된 여주는 날카로운 취조에도 여유 있게 대응하며 오히려 형사들의 허를 찌른다. 한편, 배 소장의 전화를 받은 우성은 백수정과의 외도를 더는 숨길 수 없다는 것을 깨닫는다. 결국, 우성은 아내에게 외도 사실을 고백하기로 마음먹으며 어쩌면 마지막이 될 수도 있을 결혼기념일을 준비하는데...               |      |
| 7    | 미래(연우)는 자신에게 치근덕대는 학교 선배 때문에 교내에서 다치며 정체가 탄로날 위기에 놓이고, 장형사(이시언)와 안형사(김예원)는 정신이 든 관리소장(김정팔)으로부터 납치 사주범이 한우성(고준)임을 듣고 수사에 박차를 가한다. 한편, 여주(조여정)는 출판사 양대표(김수진)에게 자신이 새로 쓰는 작품에 대해 설명하는데...                     |      |
| 8    | 장형사(이시언)와 안형사(김예원)는 백수정(홍수현)의 시신에서 흰개미 사체가 나왔다는 소식을 듣고 백수정의 시신이 발견된 장소에 대한 의문을 가지게 되고, 수호(김영대)는 마과장(오민석)에게 백수정의 죽음에 대한 의문을 보고한다. 한편, 우성(고준)과 미래(연우)의 만남을 의심하게 된 여주(조여정)는 우성에게 잔머리 굴리지 말라고 경고하는데... |      |
| 9    | 우성(고준)은 백수정(홍수현)의 장례식에 찾아가 백수정의 소속사 대표 윤형숙(전수경) 앞에서 눈물을 흘리고 여주(조여정)는 미래(연우)의 정체에 대해 파헤치기 시작한다. 한편, 수호(김영대)는 여주의 과거에 대한 실마리를 잡아 마과장(오민석)과 여주의 관계에 대해 의문을 가지는데...                                                              |      |
| 10   | 여주(조여정)는 백수정(홍수현)의 장례식장에서 자신을 박여주라 부르는 의문의 여인을 만나게 되고 장형사(이시언)와 안형사(김예원)는 매니저(유준홍)의 증언을 듣고 여주를 향한 수사에 박차를 가한다. 미래(연우)는 자신의 위치에 대해 자각하고 한편 수호(김영대)는 마과장(오민석)과 여주가 감시자와 관찰대상 이상의 관계일 것으로 의심하는데...    |      |
| 11   | 여주(조여정)는 불에 탄 청첩장을 들고 양대표(김수진)를 찾아가 협박하지 말라며 다그치고 우성(고준)은 남실장(김도현)으로부터 여주가 이미 자신의 출마를 도울 것임을 약속한 것에 대해 듣고 놀란다. 한편 미래(연우)는 우성에게 완성된 벽화 사진과 메시지를 실수로 보낸 후 어쩔 줄 몰라 하는데...                                                  |      |
| 12   | 미래(연우)는 남편 재하(이제연)로부터 벗어나려 하며 자꾸 우성(고준)에게 연락하게 되고 수호(김영대)는 9년 전 자동차 폭발 사고와 여주(조여정)의 관계에 집중한다. 한편 여주는 우성에게 미래와의 관계를 즐기는 것 아니냐며 추궁하는데... |      |
| 13   | 매니저의 갑작스러운 죽음 이후, 도시락을 가져온 우성은 현행범으로 몰리며 일생일대의 위기를 맞는다. 그리고 같은 시간, 여주는 누군가로부터 어려운 제안을 받아 큰 고민에 빠진다. 한편, 미래도 어머니로부터 청천벽력과 같은 소식을 듣고 절망에 빠지는데...                                                                                       |      |
| 14   | 해가 지고 음산한 분위기가 맴도는 공동묘지에 도착한 우성과 여주. 우성은 자신을 이곳에 데려온 여주의 의도를 알 수 없어 의아해하지만, 만반의 준비를 마친 여주는 우성과 공동묘지를 오른다. 마침내, 그곳에서 여주는 준비해 온 것들을 실행한다. 한편, 박 의원은 남 실장이 우성에게 품고 있는 속셈을 캐내려고 하는데...                            |      |
| 15   | 여주가 백수정의 향수에 대해서 모른 척하는 것을 목격한 우성은 혼란스럽다. 결국, 진호에게 아내에 대한 고민을 상담하는 우성. 하지만, 진호가 어렵게 밝힌 사실은 여주에 대한 의심을 증폭시킨다. 한편, 형사들은 중요한 단서를 얻기 위해 마지막까지 하고 싶지 않았던 일을 하게 되는데...                                                           |      |
| 16   | 모든 퍼즐을 맞추며 백수정 사건의 범인을 추리한 여주. 하지만 누군가의 자수로 모든 것이 물거품이 될 위기에 처한다. 그리고 범인이라고 주장하는 사람을 만난 형사들은 그의 정체와 예상하지 못한 태도에 당황한다. 한편, 미래의 결정에 분노한 재하는 곽 소장에게 위험천만한 일을 의뢰하는데...                                                     |      |

## 수상 내역
- 2020 KBS 연기대상 남자 인기상 김영대
- 2020 KBS 연기대상 미니시리즈 부문 여자 우수상 조여정
- 2020 KBS 연기대상 베스트 커플상 조여정, 고준

## 결방 사유
- 2020년 12월 24일 : 《2020 KBS 연예대상》 시상식 중계방송으로 인한 결방.
- 2020년 12월 31일 : 《2020 KBS 연기대상》 시상식 중계방송으로 인한 결방.

## 동시간대 드라마
- MBC 수목 드라마

《나를 사랑한 스파이》 (2020년 10월 21일 ~ 2020년 12월 17일)
- JTBC 수목 드라마

《런 온》 (2020년 12월 16일 ~ 2021년 2월 4일)
- tvN 수목 드라마

《여신강림》 (2020년 12월 9일 ~ 2021년 2월 4일)

## 참고 사항
- 이시언은 SBS 수목 드라마 《다시 만난 세계》, tvN 월화 드라마 《어비스》, tvN 《라이브》에 이어서 네 번째로 경찰 역할을 맡게 되었다.
- 조여정은 KBS 2TV 수목 드라마 《99억의 여자》 종영 이후 두 번째 여자 주인공을 맡았다.
- 고준, 이제연, 허재호는 SBS 금토드라마 《열혈사제》 이후 약 2개월 만에 재회하여 캐스팅 되었다.

## 같이 보기
- 대한민국의 텔레비전 드라마 목록 (ㅂ)
- 2020년 대한민국의 텔레비전 드라마 목록